# Typhlotanais trispinosus
Typhlotanais trispinosus är en kräftdjursart som beskrevs av Hansen 1913. Enligt Catalogue of Life ingår Typhlotanais trispinosus i släktet Typhlotanais och familjen Nototanaidae, men enligt Dyntaxa är tillhörigheten istället släktet Typhlotanais och familjen Typhlotanaidae. Arten är reproducerande i Sverige. Inga underarter finns listade i Catalogue of Life.